# Suffolk University
Suffolk University – amerykański uniwersytet prywatny w Bostonie. Uczelnia powstała w 1906 roku. Założycielem uczelni był Gleason Archer.